# Ambrì
Ambrì est un village au bord de la rivière Tessin dans la commune et le Cercle communal de Quinto, district de Léventine, canton du Tessin, sur la route du massif du Saint-Gothard (autoroute A2, E35 dans la classification européenne).
Le nom veut probablement dire « ombres » : le village étant situé au sud de la vallée, au pied du Pizzo Massari (2 760 m), il ne voit pas le soleil pendant plusieurs mois en hiver. 
Il est surtout connu pour son club de hockey sur glace, le HC Ambrì-Piotta, fondé en 1937, qui joue en National League ce qui lui vaut d'être connu dans toute la Suisse malgré sa petite taille, et pour son aérodrome, ancienne base militaire, où des meetings aériens s'organisaient dans les années 1990.
Ambrì héberge aussi l'école primaire de la commune de Quinto  ainsi que le Collège d'enseignement secondaire (Scuola Media) des communes de la Haute Léventine, à savoir Airolo, Bedretto, Quinto, Prato et Dalpe.

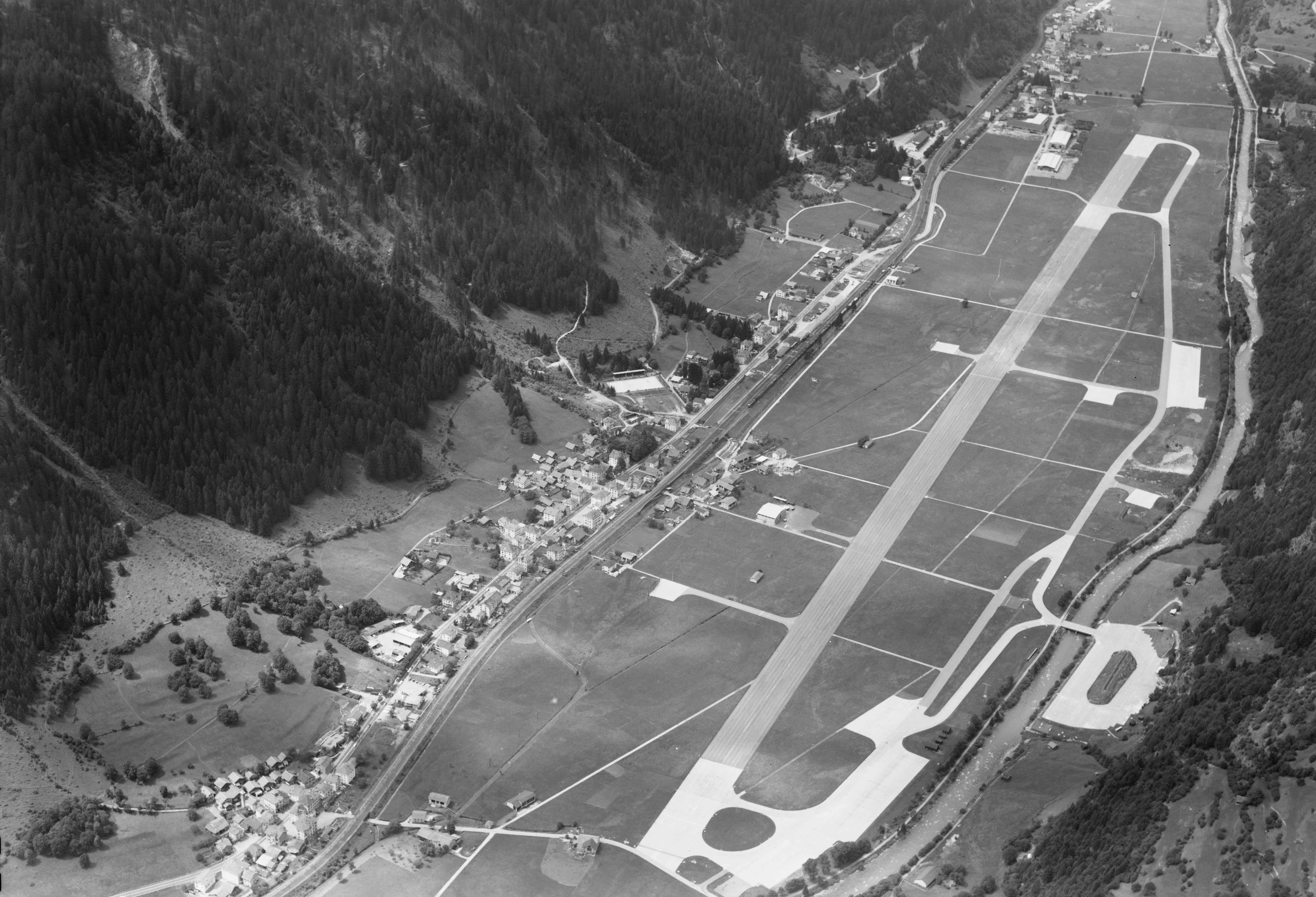
Photo aérienne (1964)